# Cumia bednalli
Cumia bednalli is een slakkensoort uit de familie van de Colubrariidae. De wetenschappelijke naam van de soort is voor het eerst geldig gepubliceerd in 1875 door Brazier.